# Panicum amoenum
Panicum amoenum är en gräsart som beskrevs av Benedict Balansa. Panicum amoenum ingår i släktet vipphirser, och familjen gräs. Inga underarter finns listade i Catalogue of Life.